# Tirent-Pontéjac
Tirent-Pontéjac är en kommun i departementet Gers i regionen Occitanien i sydvästra Frankrike. Kommunen ligger i kantonen Saramon som tillhör arrondissementet Auch. År 2022 hade Tirent-Pontéjac 81 invånare.

## Befolkningsutveckling
Antalet invånare i kommunen Tirent-Pontéjac
Referens:INSEE